# Turba Philosophorum
Turba Philosophorum, jedan od najstarijih europskih alkemijskih tekstova, nastao vjerojatno u 12. stoljeću, preveden s arapskog na latinski. Knjigu je 1914. objavio okultist Arthur Edward Waite.

## Vanjske poveznice
- Turba Philosophorum - The Alchemy Website  Arhivirana inačica izvorne stranice od 13. ožujka 2023. (Wayback Machine)